# Торе Мікельсен
Торе Мікельсен (норв. Thore Michelsen, 10 травня 1888 — 17 травня 1980) — норвезький академічний веслувальник.
Бронзовий призер Олімпійських Ігор 1920 року в складі вісімки.